# Фомин, Николай Васильевич (депутат)
Николай Васильевич Фомин (1877—?) — агроном, депутат Государственной думы II созыва от области Войска Донского.

## Биография
Казак станицы Усть-Медведицкая. Выпускник Урюпинского реального училища. После этого окончил Ново-Александрийский сельскохозяйственный и лесной институт. Был учёным агрономом. Состоял выборным при станичном правлении. Во время выборов в Думу был беспартийным.
6 февраля 1907 года избран в Государственная дума II созыва от общего состава выборщиков избирательного собрания Области войска Донского.  Вошёл в состав Трудовой группы, позднее Казачьей группы.  Входил во думскую комиссию о помощи безработным.
Дальнейшая судьба и дата смерти неизвестны.

### Архивы
- Российский государственный исторический архив. Фонд 1278. Опись 1 (2-й созыв). Дело 461; Дело 547. Лист 13.